# Novoaïdar
Novoaïdar (en ukrainien : Новоайдар ; en russe : Новоайда́р) est une commune urbaine de l'oblast de Louhansk, en Ukraine, et le centre administratif du raïon de Chtchastia. Sa population s'élevait à 7 879 habitants en 2021.

## Géographie

### Situation
La localité se trouve au bord de la rivière Aïdar à 60 km au nord-est de la ville de Lougansk. Elle est située au bord de la rivière Aïdar, affluent de rive gauche du Donets et appartenant au bassin hydrographique du fleuve Don.

## Invasion russe de l'Ukraine en 2022
Elle fait partie de la république populaire de Lougansk depuis le 3 mars 2022.

## Population
| 1939   | 1959   | 1970   | 1979   |
| ------ | ------ | ------ | ------ |
| 4 591* | 4 969* | 6 117* | 6 995* |

| 1989   | 2001   | 2005   | 2010  |
| ------ | ------ | ------ | ----- |
| 8 367* | 9 072* | 8 913* | 8 639 |

| 2015  | 2018  | 2019  | 2020  |
| ----- | ----- | ----- | ----- |
| 8 479 | 8 189 | 8 097 | 8 005 |

| 2021  | - | - | - |
| ----- | - | - | - |
| 7 879 | - | - | - |